# 亚当·桑杜尔斯基
亚当·桑杜尔斯基（波蘭語：Adam Sandurski，1953年2月8日—），波兰男子摔跤运动员。他曾代表波兰参加1980年和1988年夏季奥林匹克运动会摔跤比赛，其中1980年奥运会获得一枚铜牌。